# Antoni Mestres
Antoni Mestres va ser un compositor i organista del segle xviii.Mort el 1786.
Fou organista del Palau Reial Menor de Barcelona entre 1771 i 1784. Va participar el 1758 en les oposicions per la plaça d'organista de la catedral de Girona i el 1763 va opositar sense èxit al magisteri de l'església de Santa Maria del Pi a Barcelona. Les seves obres per a tecla –principalment tocades en forma sonata binaria i versos– són molt nombroses, ja que es tracta d'un autor molt representatiu en la majoria de les antologies o quaderns d'organista del segle xviii. Es especialment important un quadern manuscrit de tocates datat el 1780, conservat a la Biblioteca de Catalunya a Barcelona, i que va ser transcrit per Civil. També es conserven altres obres per a tecla de Mestres en diversos arxius eclesiàstics catalans. Destaca la seva composició d'un salm a dotze veus per a la mencionada oposició del 1763 i la nadala «Venid, que os llama la gloria» que va ser qualificat per Pedrell com «farsa de mal gust».
En la seva música de tecla, pràcticament exclusiva per a orgue, es manifesta, segons paraules de Gregori Estrada, com un coneixedor del contapunt tradicional, sensible a l'estil melòdic del seu temps, àgil en la pulsació del tecla, expert en el colorit tímbric, delicat i cuidados en el fraseig, minuciòs en el dibuix de la corva musical, i profund i vigoros en l'expressió. Civil destaca el innegable interés que te la seva producció per la tècnica i la gracia que disimula la simplicitat del seu estil.

## Enregistraments
- Toccata in C major (Mestres, Antonio)[3]
- Tocata de sexto tono (VI) (Antoni Mestres)[4]
- Tocata pastoril[5]
- Obra de quinto tono. Lleno Antoni Mestres (S. XVIII)[6]